# مارك أوكونور (ملحن)
مارك أوكونور (بالإنجليزية: Mark O'Connor)‏ هو عازف جاز وعازف قيثارة وملحن وكاتب أغاني أمريكي، ولد في 5 أغسطس 1961 في سياتل في الولايات المتحدة.

## وصلات خارجية
- الموقع الرسمي
- مارك أوكونور على موقع IMDb (الإنجليزية)
- مارك أوكونور على موقع ميوزك برينز (الإنجليزية)
- مارك أوكونور على موقع أول ميوزيك (الإنجليزية)
- مارك أوكونور على موقع ديسكوغز (الإنجليزية)
- مارك أوكونور على موقع قاعدة بيانات الفيلم (الإنجليزية)